# Linophrynidae
Linophrynidae é uma família de peixes actinopterígeos pertencente à ordem Lophiiformes.

## Sistemática
Na família Linophrynidae existem 29 espécies classificadas em 5 gêneros:
- Acentrophryne
  - Acentrophryne dolichonema Pietsch & Shimazaki, 2005
  - Acentrophryne longidens Regan, 1926
- Borophryne
  - Borophryne apogon Regan, 1925
- Haplophryne
  - Haplophryne mollis (Brauer, 1902)
  - Haplophryne triregium Whitley & Phillipps, 1939
- Linophryne
  - Linophryne algibarbata Waterman, 1939
  - Linophryne andersoni Gon, 1992
  - Linophryne arborifera Regan, 1925
  - Linophryne arcturi (Beebe, 1926)
  - Linophryne argyresca Regan & Trewavas, 1932
  - Linophryne bicornis Parr, 1927
  - Linophryne bipennata Bertelsen, 1982
  - Linophryne brevibarbata Beebe, 1932
  - Linophryne coronata Parr, 1927
  - Linophryne densiramus Imai, 1941
  - Linophryne digitopogon Balushkin & Trunov, 1988
  - Linophryne escaramosa Bertelsen, 1982
  - Linophryne indica (Brauer, 1902)
  - Linophryne lucifer Collett, 1886
  - Linophryne macrodon Regan, 1925
  - Linophryne maderensis Maul, 1961
  - Linophryne parini Bertelsen, 1980
  - Linophryne pennibarbata Bertelsen, 1980
  - Linophryne polypogon Regan, 1925
  - Linophryne quinqueramosa Beebe & Crane, 1947
  - Linophryne racemifera Regan & Trewavas, 1932
  - Linophryne sexfilis Bertelsen, 1973
  - Linophryne trewavasae Bertelsen, 1978
- Photocorynus
  - Photocorynus spiniceps Regan, 1925

Haplophryne mollis
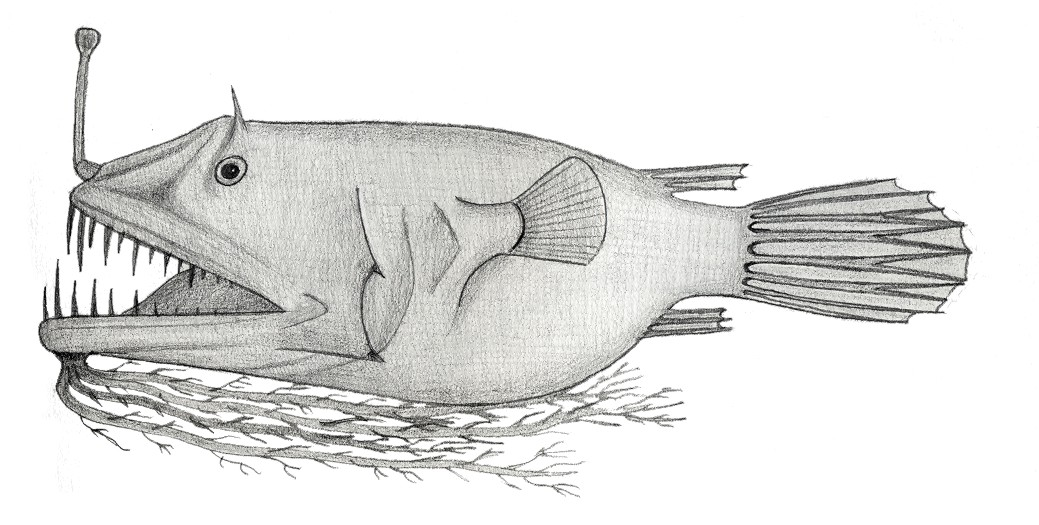
Linophryne algibarbata
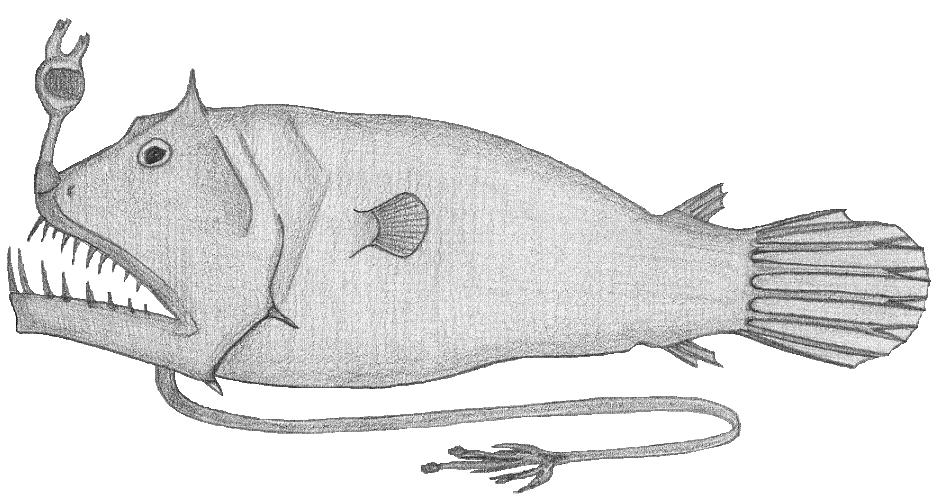
Linophryne coronata
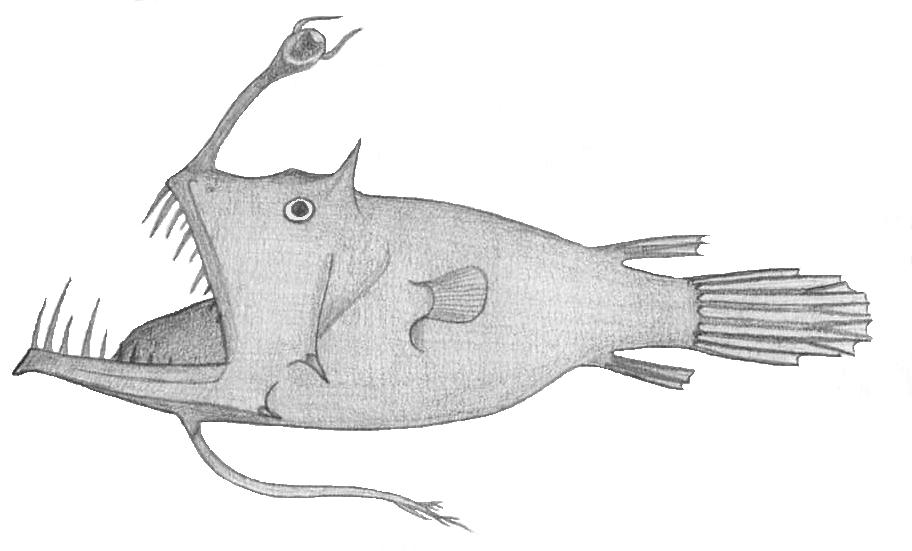
Linophryne maderensis
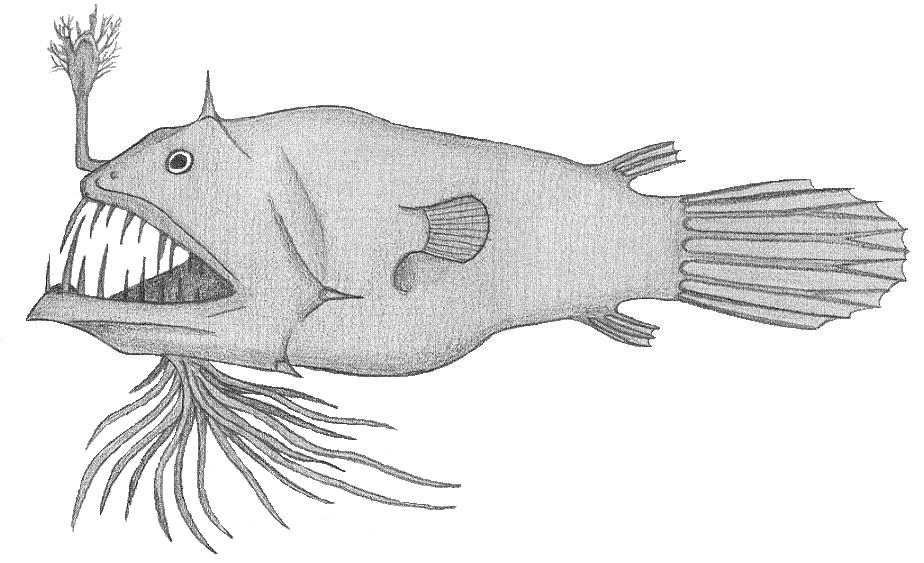
Linophryne polypogon